# Stelis latisepala
Stelis latisepala är en orkidéart som beskrevs av Charles Schweinfurth. Stelis latisepala ingår i släktet Stelis och familjen orkidéer. Inga underarter finns listade i Catalogue of Life.